# Jeux européens en salle 1967
Navigation
Édition précédente Édition suivante
Les 2e Jeux européens en salle sont une compétition d’athlétisme qui s’est déroulée les 11 et 12 mars 1967 au Sportovni hala de Prague, en Tchécoslovaquie. 23 épreuves figurent au programme (14 masculines et 9 féminines).

## Résultats

### Hommes
| Épreuves             | Or | Argent                                                                                                | Bronze                                                                                   |
| 50 m                 | Pasquale Giannattasio (ITA) 5 s 7                                                                     | Aleksandr Lebedev (URS) 5 s 8                                                                         | Viktor Kasatkin (URS) 5 s 89                                                             |
| 400 m                | Manfred Kinder (FRG) 48 s 4                                                                           | Hartmut Koch (GDR) 48 s 6                                                                             | Nikolay Shkarnikov (URS) 50 s 4                                                          |
| 800 m                | Noel Carroll (IRL) 1 min 49 s 6                                                                       | Tomáš Jungwirth (TCH) 1 min 49 s 8                                                                    | Jan Kasal (TCH) 1 min 50 s 0                                                             |
| 1 500 m              | John Whetton (GBR) 3 min 48 s 7                                                                       | Josef Odložil (TCH) 3 min 49 s 6                                                                      | Stanislav Hoffman (TCH) 3 min 50 s 5                                                     |
| 3 000 m              | Werner Girke (FRG) 7 min 58 s 6                                                                       | Rashid Sharafetdinov (URS) 7 min 59 s 0                                                               | Lajos Mecser (HUN) 8 min 00 s 6                                                          |
| 50 m haies           | Eddy Ottoz (ITA) 6 s 4                                                                                | Valentin Chistyakov (URS) 6 s 6                                                                       | Anatoliy Mikhailov (URS) 6 s 7                                                           |
| Relais 4 × 2 tours   | Union soviétique Nikolay Ivanov Vasiliy Anisimov (ru) Aleksandr Bratchikov Boris Savchuk 2 min 18 s 0 | Pologne Edward Romanowski Jan Balachowski Edmund Borowski Tadeusz Jaworski 2 min 20 s 2               | Tchécoslovaquie Jaromír Haisl Josef Hegyes František Ortman Josef Trousil 2 min 20 s 5   |
| Relais 3 × 1 000 m   | Allemagne de l'Ouest Klaus Prenner Wolf-Jochen Schulte-Hillen Franz-Josef Kemper 7 min 19 s 6         | Tchécoslovaquie Pavel Hruska Pavel Penkava Petr Blaha 7 min 20 s 0                                    | Union soviétique Ramir Mitrofanov Stanislav Simbirtsev Michail Zhelobovskiy 7 min 20 s 6 |
| Relais 1+2+3+4 tours | Allemagne de l'Ouest Gert Metz Horst Haßlinger Rolf Krüsmann Manfred Hanika 3 min 06 s 6              | Union soviétique Boris Savchuk Vasiliy Anisimov (ru) Aleksandr Bratchikov Valeriy Frolov 3 min 06 s 9 | Tchécoslovaquie Jirí Kynos Ladislav Kříž Pavel Hruska Pavel Penkava 3 min 08 s 8         |
| Saut en hauteur      | Anatoliy Moroz (URS) 2,14 m                                                                           | Henry Elliot (FRA) 2,14 m                                                                             | Rudolf Baudiš (TCH) 2,11 m                                                               |
| Saut à la perche     | Igor Feld (URS) 5,00 m                                                                                | Gennadiy Bliznetsov (URS) 4,90 m                                                                      | Wolfgang Nordwig (GDR) 4,90 m                                                            |
| Saut en longueur     | Lynn Davies (GBR) 7,85 m                                                                              | Leonid Barkovskiy (URS) 7,85 m                                                                        | Andrzej Stalmach (POL) 7,74 m                                                            |
| Triple saut          | Petr Nemšovský (TCH) 16,57 m                                                                          | Henrik Kalocsai (HUN) 16,45 m                                                                         | Aleksandr Zolotaryov (URS) 16,40 m                                                       |
| Lancer du poids      | Nikolay Karasyov (URS) 19,26 m                                                                        | Eduard Gushchin (URS) 18,96 m                                                                         | Wladyslaw Komar (POL) 18,85 m                                                            |

### Femmes
| Épreuves             | Or                                                                                                  | Argent                                                                               | Bronze                                                                                  |
| 50 m                 | Margit Nemesházi (HUN) 6 s 3                                                                        | Karin Wallgren (SWE) 6 s 4                                                           | Galina Bukharina (URS) 6 s 4                                                            |
| 400 m                | Karin Wallgren (SWE) 55 s 7                                                                         | Lia Louer (NED) 56 s 7                                                               | Ljiljana Petnjaric (YUG) 57 s 3                                                         |
| 800 m                | Karin Kessler (FRG) 2 min 08 s 2                                                                    | Maryvonne Dupureur (FRA) 2 min 09 s 6                                                | Valentina Lukyanova (URS) 2 min 10 s 5                                                  |
| 50 m haies           | Karin Balzer (GDR) 6 s 9                                                                            | Vlasta Seifertová (TCH) 7 s 0                                                        | Inge Schell (FRG) 7 s 1                                                                 |
| Relais 4 × 1 tour    | Union soviétique Valentina Bolshova Galina Bukharina Tatyana Talysheva Vera Popkova 1 min 12 s 4    | Tchécoslovaquie Eva Putnová Vlasta Seifertová Eva Kucmanová Eva Lehocká 1 min 14 s 0 | Allemagne de l'Est Regina Hofer Petra Zorner Renate Meißner Brigitte Geyer 1 min 14 s 1 |
| Relais 1+2+3+4 tours | Union soviétique Valentina Bolshova Vera Popkova Tatyana Arnautova Nadezhda Seropegina 3 min 35 s 6 | Yougoslavie Marjana Lubej Ika Maricic Ljiljana Petnjaric Gizela Farkas 3 min 37 s 5  | -                                                                                       |
| Saut en hauteur      | Taïsiya Chenchyk (URS) 1,76 m                                                                       | Linda Knowles (GBR) 1,73 m                                                           | Jaroslava Králová (TCH) 1,70 m                                                          |
| Saut en longueur     | Berit Berthelsen (NOR) 6,51 m                                                                       | Heide Rosendahl (FRG) 6,41 m                                                         | Viorica Viscopoleanu (ROU) 6,40 m                                                       |
| Lancer du poids      | Nadezhda Chizhova (URS) 17,44 m                                                                     | Ivanka Khristova (BUL) 16,55 m                                                       | Maria Chorbova (BUL) 16,23 m                                                            |

## Tableau des médailles
| Rang | Nation               | Or | Argent | Bronze | Total |
| ---- | -------------------- | -- | ------ | ------ | ----- |
| 1    | Union soviétique     | 8  | 7      | 7      | 22    |
| 2    | Allemagne de l'Ouest | 5  | 1      | 1      | 5     |
| 3    | Royaume-Uni          | 2  | 1      | 0      | 3     |
| 4    | Italie               | 2  | 0      | 0      | 2     |
| 5    | Tchécoslovaquie      | 1  | 5      | 6      | 12    |
| 6    | Allemagne de l'Est   | 1  | 1      | 2      | 4     |
| 7    | Hongrie              | 1  | 1      | 1      | 3     |
| 8    | Suède                | 1  | 1      | 0      | 2     |
| 9    | Irlande              | 1  | 0      | 0      | 1     |
| 9    | Norvège              | 1  | 0      | 0      | 1     |
| 11   | France               | 0  | 2      | 0      | 2     |
| 12   | Pologne              | 0  | 1      | 2      | 3     |
| 13   | Bulgarie             | 0  | 1      | 1      | 2     |
| 13   | Yougoslavie          | 0  | 1      | 1      | 2     |
| 15   | Pays-Bas             | 0  | 1      | 0      | 1     |
| 16   | Roumanie             | 0  | 0      | 1      | 1     |